# محمود تیمور
محمود احمد تیمور (۱۶ ژانویه ۱۸۹۴ - ۱۵ آوریل ۱۹۷۳) داستان‌نویس و نمایشنامه‌نویس مصری بود که از چهره‌های برجستهٔ داستان کوتاه عربی شمرده می‌شود. در آثارش به واقع‌گرایی و نوآوری تصویری گرایش داشت. از آثار غیرداستانی‌اش نیز بررسی‌های زبان‌شناسی و فرهنگنامه‌ای برجامانده است.